# Božidar Delić
Božidar Delić, cyr. Божидар Делић (ur. 20 lutego 1956 w Djakowicy, zm. 23 sierpnia 2022 w Moskwie) – serbski wojskowy i polityk, generał, wiceprzewodniczący Zgromadzenia Narodowego Republiki Serbii.

## Życiorys
Absolwent akademii wojskowej w Belgradzie. Został zawodowym wojskowym w Jugosłowiańskiej Armii Ludowej. Służył w jednostkach w Prizrenie i Leskovacu, był szefem sztabu w korpusie i zastępcą szefa wydziału operacyjnego w sztabie generalnym. W 1999 w trakcie nalotów ze strony wojsk NATO był dowódcą brygady rozmieszczonej na granicy Serbii z Albanią. W tym samym roku mianowany na stopień generała, w 2005 przeszedł w stan spoczynku.
W 2006 dołączył do Serbskiej Partii Radykalnej. W 2007 i 2008 z jej ramienia wybierany na posła, po wyborach w 2008 powierzono mu funkcję wiceprzewodniczącego serbskiego parlamentu. W tym samym roku odszedł z grupą Tomislava Nikolicia do nowo utworzonej Serbskiej Partii Postępowej, jednak w 2011 zdecydował się na powrót do radykałów. W 2012 znalazł się poza parlamentem, powrócił do niego w 2016, kandydując z 10. miejsca na liście wyborczej Serbskiej Partii Radykalnej; mandat wykonywał do 2020. Współpracował później z Nemanją Šaroviciem, a w 2022 założył własny ruch polityczny „Nema nazad – Iza je Srbija”.
Przed wyborami z kwietnia tegoż roku otrzymał pierwsze miejsce na liście koalicji NADA zorganizowanej wokół Demokratycznej Partii Serbii. Został wówczas wybrany do serbskiego parlamentu, po czym powołano go na wiceprzewodniczącego tego gremium. Zmarł w tym samym roku w Moskwie, gdzie przebywał na leczeniu.